# Ičinskaja sopka
Ičinskaja sopka je masivní, 3621 m vysoký stratovulkán, nacházející se v západní vulkanické zóně poloostrova Kamčatka. Jde o nejvyšší vrchol ve Středokamčatském hřbetu.
Masiv sopky má objem přes 450 km³, což je, co se týče objemu, jedna z největších sopek Kamčatky. Vrchol převážně andezitového vulkánu tvoří kaldera o rozměrech 3 × 5 km, která je pokryta ledovcem a nacházejí se v ní dva lávové dómy z postkalderového stadia vulkanismu.
Okraje kaldery lemuje dalších dvanáct dómů dacitového až ryolitového složení. Stáří vulkánu se odhaduje na pleistocén až holocén, největší erupce se odehrála před cca 7400 lety - objem vyvržené lávy byl přes 150 km³ a objem tefry více než 200 km³. Poslední erupce se odehrála v roce 1740, v současnosti jsou jediným projevem aktivity fumaroly v kaldeře.